# Ed Wood (1994.)
Ed Wood američki je crno-bijeli film iz 1994., životopis o neslavnom američkom redatelju Edwardu D. Woodu mlađem u formi tragikomedije, kojeg je režirao Tim Burton velikim dijelom prema biografskoj knjizi "Noćna mora ekstaze" čiji je autor Rudoplh Grey. Glavne uloge tumače Johnny Depp i Martin Landau. "Ed Wood" je s vremenom stekao popriličnu popularnost, a na siteu IMDb.com se nalazi i na listi 250 najboljih filmova kinematografije.

## Radnja
Film je životopis o redatelju Edwardu D. Woodu mlađem. (1924. – 1978.) koji je s vremenom stekao glas "najlošijeg redatelja svih vremena". Bio je tijekom 50-ih zaposlenik u holivudskom studiju te je nakon neuspješne kazališne predstave krenuo lobirati producentima kako bi pronašao sponzore za svoj prvi film. Iako je posjedovao veliki entuzijazam prema filmu i upoznao svojeg velikog idola Bela Lugosija, kojeg je nagovorio da glumi u njegovim ostvarenjima, režirao je same neuspjehe, od kojih se izdvajaju B horori "Nevjesta čudovišta" i "Glen ili Glenda". 
Uz to, volio je nositi žensku odjeću makar nije bio transvestit, što je zbunilo njegovu suprugu Dolores Fuller koja ga je zbog toga napustila, pa se oženio za Kathy O'Hara. Kada je Lugosi umro, Wood je u baru sreo Orsona Wellesa koji ga je inspirirao da od starih materijala snimljenim s Lugosijem uspije uklopiti u neslavni film "Plan 9 iz svemira", u njega uključivši svoje stare prijatelje/amaterske glumce, kao što su Bunny Breckinridge, Conrad Brooks, bivši hrvač Tor Johnson i Criswell, a sponzore je pronašao u crkvi. Film je bio ogroman neuspjeh te je proglašen "najgorim filmom svih vremena". Wood je umro usamljen i rezigniran.

## Filmska ekipa
- Tim Burton, redatelj

- Johnny Depp kao Edward D. Wood
- Martin Landau kao Bela Lugosi
- Sarah Jessica Parker kao Dolores Fuller
- Bill Murray kao Bunny Breckinridge
- Patricia Arquette kao Kathy O'Hara
- George 'The Animal' Steele - Tor Johnson
- Jeffrey Jones kao Criswell
- G. D. Spradin kao Velečasni Lemon
- Vincent D'Onofrio kao Orson Welles
- Lisa Marie kao Vampira

## Nagrade
- Osvojen Zlatni Globus (najbolji sporedni glumac Martin Landau) i 2 nominacije (najbolji film - komedija ili mjuzikl, glavni glumac u komediji ili mjuziklu Johnny Depp).
- 2 osvojena Oscara (najbolji sporedni glumac Martin Landau, šminka).
- Nominacija za Zlatnu palmu u Cannesu.
- 2 nominacije za BAFTA-u (najbolja šminka, sporedni glumac Martin Landau).
- Osvojena nagrada Saturn (najbolja glazba, najbolji sporedni glumac na filmu Martin Landau) i 2 nominacije (najbolji fantazijski film, scenarij).

## Produkcija
Scenaristi Scott Alexander i Larry Karaszewski su razmišljali o tome da napišu scenarij o životu Eda Wooda još otkada su bili studenti na sveučilištu Južne Kalifornije. Alexander je čak predložio i snimanje dokumentarca o Woodu tijekom svoje završne godine na sveučilištu. Ipak, smatrali su da su šanse da ikada ostvare svoj naum ravni nuli. Nakon završetka studija, slavu su stekli scenarijem za serijal "Problematično dijete" te su napisali sinopsis o Woodu od 10-ak stranica i predali ga redatelju Michaelu Lehmannu. Karaszewski se šalio da će ga prodati kao "momci koji su napisali "Problematično dijete" i redatelj filma "Hudson Hawk" snimaju film o najgorem redatelju svih vremena".
Lehmann je međutim uspio nagovoriti producenticu Denise Di Novi da nabavi sredstva za film. Tim Burton je u to vrijeme bio u New Yorku te je prirpemao režirati horor "Mary Reilly". Tada je dobio ponudu producirati "Eda Wooda". Čitajući Greyovu biografsku knjigu "Noćna mora ekstaze", Burton je postao fasciniran idejom filma. Alexander i Karaszewski su napisali 147 stranica za scenarij za samo 6 tjedana, navodno radeći 14 sati svakog dana. Kada je studio odlučio da Winona Ryder ne bi trebala glumiti naslovnu ulogu u "Mary Reilly" nego Julia Roberts, Burton je napustio projekt i odlučio osobno režirati "Eda Wooda". Burton nije skrivao da je i sam tajni obožavatelj Wooda. Čak je i njegov raniji film, "Škaroruki Edward", nosio isto ime kao i Wood, a Woodov odnos s Belom Lugosijem ima paralele s Burtonovim vlastitim odnosom s njegovim idolom Vincentom Priceom. Johnny Depp je prihvatio naslovnu ulogu 10 minuta nakon što ga je Burton preko telefona obavijestio o projektu. Film je snimljen za 72 dana.

## Zanimljivosti
- Conrad Brooks, jedan od amaterskih glumaca u mnogim Woodovim filmovima, je u ovom filmu istodobno i lik (glumi ga Brent Hinkley) i glumac (glumi konobara u sekvenci u kojoj Wood upozna Orsona Wellesa u baru).
- Film je koštao više nego svi filmovi Edwarda D. Wooda Jr.-a zajedno
- Monolog Jeffreya Jonesa na početku filma i gotovo cijela uvodna špica su parafraze Woodova filma Plan 9 iz svemira.
- Scena u kojoj Wood u baru sretne Orsona Wellesa se nije dogodila.
- Studio Columbia je zahtijevao da se film snimi u boji, a ne u crno-bijelom, pa je Tim Burton ljutito napustio studio i pronašao financijere kod Touchstonea.
- Martin Landau je prvi glumac u povijesti koji je osvojio Oscara za ulogu stvarnog filmskog glumca.[5]
- Do danas, jedini Burtonov film čiju glazbu nije obradio Danny Elfman.
- Ed Wood je 17 godina bio posljednji dugometražni crno-bijeli film koji je osvojio Oscara u bilo kojoj kategoriji, sve do filma Umjetnik

## Pristup
Za razliku od većine njegovih filmova, Tim Burton je u "Ed Woodu" odbacio svoju gotičku kaligrafiju i snimio tih, smiren, intiman i dirljiv mali film. Hvaljena biografija snimljena u crno-bijeloj fotografiji nostalgična je posveta neuspješnom redatelju koji je prikazan kao optimistična osoba, čime je potajno iznijela gorku inverziju "američkog sna", onu da bi i uz najveći trud neka osoba mogla doživjeti neuspjeh u životu. Stoga je i naslovni junak prikazan s dosta simpatija od tvoraca (uvod filma na groblju je gotovo identična parafraza uvoda Woodova filma "Plan 9 iz svemira"). Osobito je bio hvaljen nastup Martina Landaua koji je prilično vjerno portretirao Belu Lugosija. 

## Kritike
Kritičari su većinom hvalili film. Među onima kojima se film nije svidio bio je i James Berardinelli koji mu je dao samo 2.5 od 4 zvijezde: 
"S obzirom na gotov rezultat, čovjek se zapita da li je Ed Wood bio dovoljno zanimljiv da bi se o njemu snimio dvosatni film".
S druge strane, kritičar John Hartl je u svojoj recenziji napisao: 
"U svojem najboljem, najsmiješnijem, najambicioznijem filmu do sada, Tim Burton je postao kinematografijski alkemist, pretvorivši šund u filmsko zlato".
Arsen Oremović, kritičar Večernjeg lista, je također hvalio film te mu dao dva od četiri 'kritičarska prsta'; 
"Crno-bijeli biografski film Tima Burtona jednostavna je, nježna i ironična posveta pokojnom Edu Woodu, proslavljenom po epitetu "najlošijeg redatelja svih vremena"...Uvijek s blaženim osmijehom na licu, zaneseni Johnny Depp izvanredno utjelovljuje Wooda i redateljevu vjeru kako je sve što bilježi kamerom naprosto savršeno...Upravo zato film o najlošijem redatelju svih vremena ima smisla. Toliko optimističan lik već dugo nismo vidjeli na ekranima, koliko god se iza njega zapravo krila tragična sudbina po kojoj je Wood bio blizak svom glumačkom idolu Beli Lugosiju s kojim je surađivao u njegovim posljednjim danima, kada je već bio posve zaboravljen i oronuo od ovisništva o morfiju"
Janet Maslin je napisala:
"Ed Wood" je Burtonov vrlo dobar film o vrlo lošem redatelju".
Roger Ebert filmu je dao 3.5 od 4 zvijezde: 
"Crno-bijela fotografija filma je uvjerljivo uhvatila izgled i osjećaj 1950-ih...Srce filma je Woodovo nježno prijateljstvo s Lugosijem, čovjekom kojeg je on doista obožavao, i koji je postao ovisan o njemu".

## Vanjske poveznice
- Ed Wood u internetskoj bazi filmova IMDb-a
- Rottentomatoes.com
- Online scenarij
- Članak o filmu
- Tim Burton dream site